# 竹原慎二&畑山隆則のボクサ・フィットネス・ジム
竹原慎二&畑山隆則のボクサ・フィットネス・ジム（たけはらしんじ&はたけやまたかのりのボクサ・フィットネス・ジム）は、東京都大田区大森北に所在するプロボクシングのジムである。別称としてT&Hボクサ・フィットネス・ジム、略称として竹原&畑山ジム、T&Hジムなど。

## 沿革
2002年7月1日、元WBA世界ミドル級王者竹原慎二と元WBA世界スーパーフェザー級、同ライト級の2階級制覇王者畑山隆則が、竹原慎二&畑山隆則のボクサ・フィットネス・ジムを東京都新宿区百人町の財団法人スポーツ会館1Fに開設。幅広い層を対象にアマチュアボクシングのジムとして活動した。
2008年7月14日、東日本ボクシング協会の定例理事会において、従来のジムを転用する形での加盟が承認された。プロ化認定されたことにより、プロボクサーの管理が可能となった。会長には竹原慎二が就任し、マネージャーの畑山隆則とともに運営する。また特別顧問に畑山のマネージャーを務めた片岡鶴太郎、名誉顧問に竹原と同郷となる広島県安芸郡府中町出身の吉川晃司が就任している。
2008年9月23日、プロ加盟記念パーティーが東京都内で開かれ、東日本ボクシング協会の大橋秀行会長、吉川晃司ら約500人が出席した。
2011年5月8日、藤岡奈穂子が所属選手として初となる世界タイトルを手にした。
2012年9月を以ってスポーツ会館が閉館となったため、大森北に移転。12月より利用開始。

## 所属選手

### 世界王者
- 藤岡奈穂子（女子、WBCミニフライ級・WBAスーパーフライ級・WBOバンタム級・WBAフライ級・WBOライトフライ級）

### その他
- 具志堅広大
- 池田竜司（2013年度全日本ライト級新人王）
- 岸百合恵
- 安孫子アンディリュウ
- 杉山雄基
- 西畑直哉（2023年度全日本ライト級新人王）

## 過去の所属選手
- 風神ライカ（女子、ライト級／2009年6月17日、山木より移籍。現総合格闘家のライカ）
- 高田一樹（スーパーフライ級）
- 菅原毅（ウェルター級）
- 上林巨人（スーパーバンタム級）
- カイ・ジョンソン（ジム初のプロ選手。女子、バンタム級。現お笑い芸人のカイちゃん）
- 丸亀光（スーパーバンタム級）

## 交通アクセス
- JR大森駅東口より徒歩約3分。